# Winal
Un winal în calendarul mayaș are 20 zile (sau 20 de kin). Este a patra cifră din calendarul mayaș de lungă durată. De exemplu în data 12.19.13.15.12 (5 decembrie 2006), numărul 15 este winal.